# Masud Hadżi Achundzade
Masud Hadżi Achundzade (pers. ‏مسعود حاجی ‌آخوندزاده‎; ur. 10 kwietnia 1983) – irański judoka. Dwukrotny olimpijczyk. Zajął piąte miejsce w Atenach 2004 i dziewiąte w Pekinie 2008. Walczył w wadze ekstralekkiej. 
Siódmy na mistrzostwach świata w 2003; uczestnik zawodów w 1999 i 2007. Startował w Pucharze Świata w 1998, 2000 i 2001. Złoty medalista igrzysk azjatyckich w 2002 i brązowy w 2006. Zdobył cztery medale na mistrzostwach Azji w latach 1999 - 2008. Drugi na akademickich MŚ w 2002, a także na wojskowych MŚ w 1998 i 2000 roku.

## Letnie Igrzyska Olimpijskie 2004
| Konkurencja | Eliminacje                   | Eliminacje             | Eliminacje                | Finały                   | Finały              | Klas. końcowa |
| Konkurencja | Przeciwnik I                 | Przeciwnik II          | 1/4                       | 1/2                      | o 3 miejsce         | Miejsce       |
| ----------- | ---------------------------- | ---------------------- | ------------------------- | ------------------------ | ------------------- | ------------- |
| 60 kg       | Jean-Claude Cameroun (CMR) Z | Armen Nazaryan (ARM) Z | Rewazi Zindiridis (GRE) Z | Nestor Chergiani (GEO) P | Choi Min-ho (KOR) P | 5.            |

## Letnie Igrzyska Olimpijskie 2008
| Konkurencja | Eliminacje          | Eliminacje          | Repasaże                  | Repasaże               | Klas. końcowa |
| Konkurencja | Przeciwnik I        | Przeciwnik II       | Przeciwnik I              | Przeciwnik II          | Miejsce       |
| ----------- | ------------------- | ------------------- | ------------------------- | ---------------------- | ------------- |
| 60 kg       | Rok Drakšič (SLO) Z | Choi Min-ho (KOR) P | Miguel Albarracín (ARG) Z | Rishod Sobirov (UZB) P | 9.            |